# Quân đội Nhân dân Nam Tư

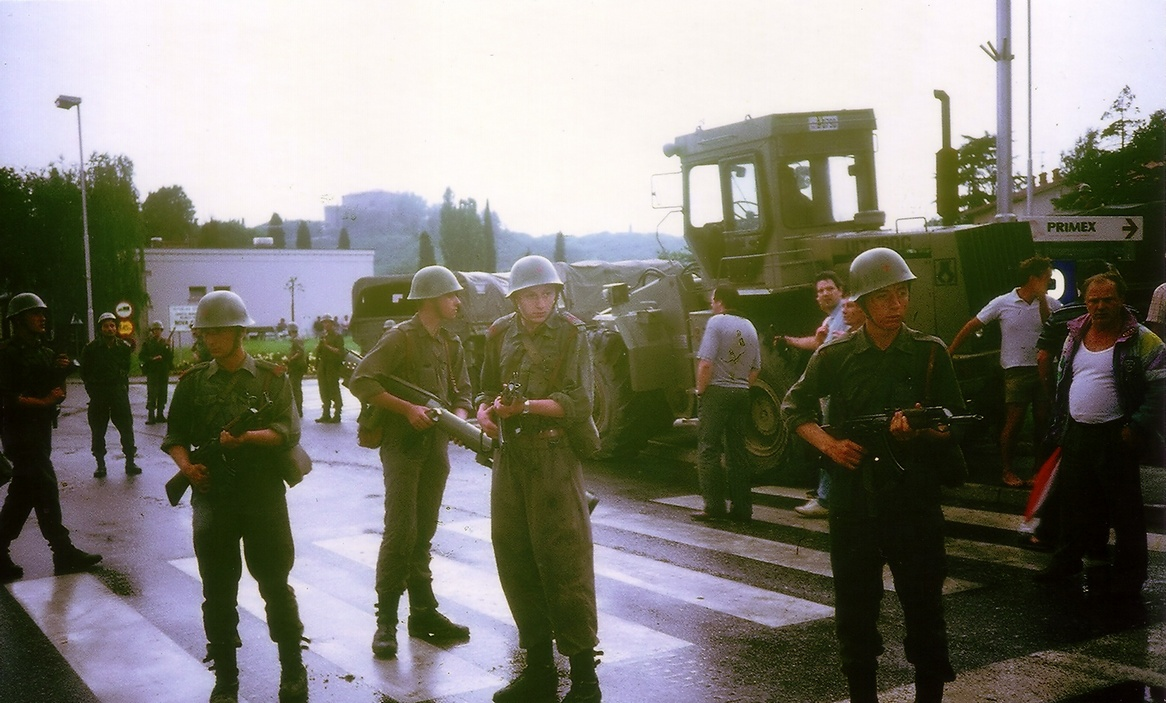
Lực lượng quân đội nhân dân Nam Tư làm nhiệm vụ trong Cuộc chiến 10 ngày

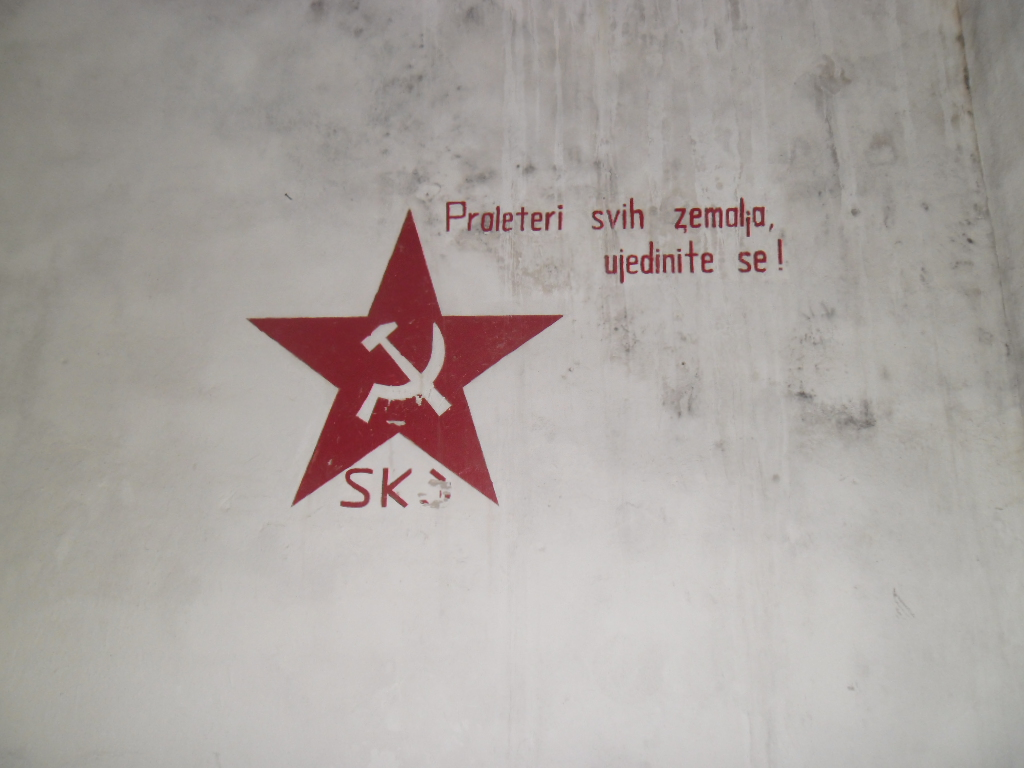
Biểu tượng của Quân đội nhân dân Nam Tư

Quân đội Nhân dân Nam Tư (viết tắt: JNA/ЈНА; tiếng Serbia: Југословенска народна армија chuyển tự: Jugoslovenska narodna armija) còn được gọi là Quân đội Quốc gia Nam Tư là quân đội của Cộng hòa Liên bang Xã hội Chủ nghĩa Nam Tư và các tổ chức tiền thân của nó từ năm 1945 đến năm 1992. Vào tháng 3 năm 1945 tổ chức tiền thân đổi tên thành "Quân đội Nam Tư" ("Jugoslavenska/Jugoslovenska Armija") và vào ngày kỷ niệm 10 năm thành lập, ngày 22 tháng 12 năm 1951, cụm từ "Nhân dân" ("Narodna"/народна) đã được thêm vào. Ngày 20 tháng 5 năm 1992, Quân đội Nhân dân Nam Tư chính thức bị giải thể, những quân nhân còn sót lại được cải tổ thành quân đội của "Cộng hòa Liên bang Nam Tư" mới thành lập. Trong thời gian còn tồn tại của mình, Quân đội nhân dân Nam Tư đã tham gia vào nhiều chiến dịch trong những biến động Nam Tư thời kỳ hậu Xô Viết trên bán đảo Ban Căng như tham gia Chiến tranh Nam Tư, chiến tranh Bosnia, chiến tranh giành độc lập Croatia, trận Osijek, trận Vukovar, cuộc vây hãm Dubrovnik cuộc vây hãm Kijevo năm 1991, có mặt tại cuộc đụng độ Pakrac, cuộc biểu tình Split 1991, sự kiện hồ Plitvice, thảm sát Voćin, thảm sát Široka Kula, cũng được nhắc đến tại Kế hoạch Vance, Thỏa thuận Daruvar.